# Алі Лараєд
Алі Лараєд (араб. علي العريض; нар. 15 серпня 1955, Меденін, Туніс) — туніський політик, прем'єр-міністр Тунісу з 22 лютого до 15 грудня 2013.

## Біографія
З 1981 року був головним провідником ідей Партії відродження. У 1990 році при президентові Зін аль-Абідін бен Алі заарештований і засуджений на 15 років.
Після перемоги другої Жасминової революції був обраний до парламенту країни. В уряді свого попередника Хамаді Джебалі Алі Лараед обіймав з 20 грудня 2011 посаду міністра внутрішніх справ. Після народних хвилювань 19 лютого 2013 Хамаді Джебалі пішов у відставку.
Через 3 дні президент Тунісу Монсеф Марзукі рекомендував на посаду прем'єр-міністра країни Алі Лараеда. Прем'єр-міністр Тунісу Алі Лараед 8 березня 2013 сформував новий уряд. Через п'ять днів уряд було приведено до присяги.
Лараед одружений і має трьох дітей. Його дружина є медичним спеціалістом.